# Refugio de los ibones de Bachimaña
El Refugio de los ibones de Bachimaña está situado al sur del Ibon de Bachimaña bajo en el término municipal de Panticosa a 2.200 m de altitud. Está situado en un conjunto de circos glaciares, rodeado de gran cantidad de ibones y grandes cumbres. 
Administrativamente está situado dentro del término municipal de Panticosa, en la comarca del Alto Gállego, en la provincia de Huesca en la comunidad autónoma de Aragón (España).
Es un refugio de montaña guardado todo el año con 80 plazas en habitaciones con ducha y baño. Dispone de agua corriente, duchas y lavabos, agua caliente, servicio de bar y comedor, enfermería, taquillas, calzado de descanso y aula polivalente. También ofrece teléfono y sistema de telecomunicaciones de socorro. Su titularidad es de la Federación Aragonesa de Montañismo y fue inaugurado el 14 de julio de 2012.

## Actividades
Es punto de partida para muchos excursionistas, para practicar el senderismo por el GR 11, travesías y ascensiones a cumbres de más tres mil metros como los Infierno occidental, oriental y central, el Grande Facha o el Garmo Negro y Argualas. En invierno se pueden realizar recorridos y ascensiones con esquíes de montaña. Se puede combinar la estancia con el refugio de montaña de Casa de Piedra, al Balneario de Panticosa a 1.636 m.